# Nurgyul Salimova
Nurgyul Salimova (bułg. Нургюл Салимова; ur. 2 czerwca 2003 w Krepczy) – bułgarska szachistka pochodzenia tureckiego, arcymistrzyni od 2019 roku. Posiadaczka męskiego tytułu mistrza międzynarodowego.
W 2023 zajęła drugie miejsce na Mistrzostwach Bułgarii w szachach, a także zdobyła srebrny medal w Pucharze Świata kobiet w szachach 2023.

## Kariera szachowa

### 2011–2022
W 2011 wygrała Mistrzostwa Europy Juniorek w szachach do lat 8, które były rozgrywane w Albenie. W 2015 wygrała Mistrzostwa Europy Juniorek do lat 12 w szachach, a także zajęła 5. miejsce na Mistrzostwach Świata Juniorek w szachach do lat 12.
W 2017 Salimowa zwyciężyła Mistrzostwa Bułgarii kobiet w szachach klasycznych. Dwa lata później, w 2019, zdobyła ostatnią normę na tytuł arcymistrzyni, który został jej przyznany w tym samym roku.

### 2023–2024
W 2023 niespodziewanie zajęła drugie miejsce w Pucharze Świata kobiet w szachach, przegrywając w finale z Aleksandrą Goriaczkiną. Dzięki temu zakwalifikowała się do turnieju pretendentek 2024, a także zdobyła drugą normę na męski tytuł arcymistrza.
Swój najwyższy ranking szachowy osiągnęła w lipcu 2024 – 2449.